# 蓝色师奖章

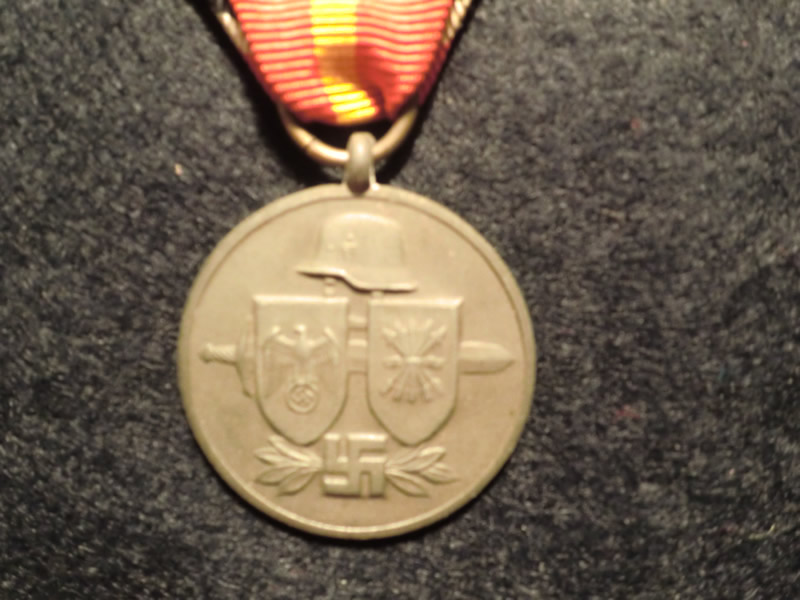
蓝色师奖章

蓝色师奖章全名致西班牙反布尔什维主义志愿者纪念奖章（德語：Erinnerungsmedaille für die spanischen Freiwilligen im Kampf gegen den Bolschewismus），设立于1944年1月3日，颁发对象是曾在蘇聯前线服役的德意志國防軍西班牙蓝色师人员。
奖章制造商是慕尼黑的Deschler & Sohn公司。奖章绶带正中间有一黄色竖条，代表西班牙国旗。奖章正面有两个盾牌，左边的上面有国防军鹰徽，右边的则有傳統主義西班牙國家工團主義進攻委員會方陣标志；两盾后面横着一把剑；两盾上方则是一顶德国陆军钢盔；最下面是一个两侧带月桂叶的卐字徽。奖章背面是铭文“División Española de Voluntarios en Rusia”（西班牙赴俄志愿师），字下面是一个处在月桂叶之下的鐵十字勳章。